# اصل انتها-به-انتها
اصل انتها-به-انتها (به انگلیسی: End-to-end principle) یا اصل سرتاسر یک چارچوب طراحی در شبکه‌های کامپیوتری است. در شبکه‌هایی طراحی شده با توجه به این اصل، ویژگی‌های خاص برنامه به جای گره‌های واسطه‌ای مانند دروازه‌ها و روترها، برای برقراری شبکه در گره‌های انتهایی شبکه ارتباط دارند.
ماهیت آنچه بعداً اصل انتها-به-انتها نامیده خواهد شد، در کار پاول باران و دونالد دیویس در شبکه‌های بسته سوئیچ در دهه ۱۹۶۰ موجود بود. لوییز پوزین پیشگام استفاده از استراتژی انتها-به-انتها در شبکه CYCLADES در دهه ۱۹۷۰ بود. این اصل برای اولین بار به صراحت در سال ۱۹۸۱ توسط سالتزر، رید و کلارک بیان شد. معنای اصل نتها-به انتها از زمان بیان اولیه آن به‌طور مداوم تفسیر می‌شود. همچنین، فرمول‌های قابل‌توجهی از اصل انتها‌به‌انتها را می‌توان قبل از مقاله اصلی سالتزر، رید و کلارک درسال ۱۹۸۱ یافت.
یک پیش فرض اساسی این اصل این است که سود حاصل از اضافه کردن ویژگی‌ها به یک شبکه ساده به سرعت کاهش می‌یابد، به ویژه در مواردی که میزبان‌های نهایی مجبورند این توابع را فقط به دلیل انطباق، یعنی کامل بودن و درست بودن براساس مشخصات، پیاده‌سازی کنند. آنچه اجرای یک عملکرد خاص بدون در نظر گرفتن استفاده یا عدم استفاده از عملکرد، مجازات برخی منابع را در پی دارد و اجرای یک عملکرد خاص در شبکه این مجازات‌ها را بین تمام سرویس گیرنده‌ها توزیع می‌کند.

## مفهوم

طبق اصل انتها به انتها، شبکه فقط وظیفه تأمین اتصال ترمینال‌ها را بر عهده دارد، هر نوع اطلاعاتی باید در پایانه‌ها مستقر شود.

مفهوم اساسی در پشت اصل انتها به انتها این است که برای دو فرایند که از طریق برخی از ابزارهای ارتباطی با یکدیگر ارتباط برقرار می‌کنند، نمی‌توان انتظار داشت که قابلیت اطمینان حاصل شده از این ابزار کاملاً با الزامات قابلیت اطمینان فرایندها مطابقت داشته باشد. به‌طور خاص، برآورده کردن یا فراتر رفتن از الزامات قابلیت اطمینان بسیار بالا در فرآیندهای ارتباطی جدا شده توسط شبکه‌هایی با اندازه غیرپیشرفته، هزینه بیشتری نسبت به بدست آوردن درجه اطمینان مورد نیاز با تأیید مثبت و انتقال مجدد مثبت (که به آنها PAR یا ARQ گفته می‌شود) است. عبارت دیگر، به دست آوردن قابلیت اطمینان بیش از حد مشخص توسط مکانیزم در میزبانهای نهایی شبکه به جای در گره‌های واسطه بسیار آسان‌تر است، به ویژه هنگامی که شبکه‌های دوم از کنترل خارج باشند، و نه پاسخگو به، سابق. تصدیق‌های مثبت از انتها به انتها با دوباره امتحان‌های بی‌نهایت می‌توانند از هر شبکه ای با احتمال انتقال بیش از صفر انتقال موفقیت‌آمیز داده‌ها از یک سر به سر دیگر، به‌طور دلخواه قابلیت اطمینان بالایی کسب کنند.
اصل انتها-به-انتها به‌طور پیش پا افتاده به توابع فراتر از کنترل و اصلاح خطای پایان به انتها تسری نمی‌یابد. به عنوان مثال، هیچ استدلال سر راست و پایانی برای پارامترهای ارتباطی مانند تأخیر و توان تولیدی قابل ارائه نیست. در مقاله‌ای در سال ۲۰۰۱، بلومنتال و کلارک یادداشت کردند: "در ابتدا، استدلال‌های پایان به پایان حول الزاماتی بود که می‌توانست به درستی در نقاط انتهایی پیاده سازی شود؛ اگر پیاده سازی در داخل شبکه تنها راه تحقق این نیاز است. پس از وهله اول بحثی پایان به پایان مناسب نیست".: 80 
اصل انتها-به-انتها با اصل بی‌طرفی شبکه ارتباط تنگاتنگی دارد و گاهی اوقات به عنوان یک پیش‌درآمد مستقیم نیز دیده می‌شود.

## تاریخ
در دهه ۱۹۶۰، پل باران و دونالد دیویس، در توضیحات شبکه آرپانت، توضیحات مختصری دربارهٔ قابلیت اطمینان دادند که جوهر اصل بعدی به پایان است. به نقل از مقاله باران در سال ۱۹۶۴، «میزان اطمینان و خطای خام ثانویه است. به هر حال شبکه باید با انتظار خسارت سنگین ساخته شود. روشهای قدرتمند حذف خطا وجود دارد».: 5  به همین ترتیب، دیویس در مورد کنترل خطای انتها به انتها یادداشت می‌کند، «تصور می‌شود که همه کاربران شبکه نوعی کنترل خطا را برای خود فراهم می‌کنند و بدون مشکل می‌توان یک بسته گمشده را نشان داد. به همین دلیل، از دست دادن بسته‌ها، اگر به اندازه کافی نادر باشد، قابل تحمل است».: 2.3 